# Friedrich Zander
Friedrich Zander (em russo:  Фридрих Артурович Цандер ou Fridrikh Arturovich Tsander, Riga 11 de agosto de 1887 — Kislovodsk, 28 de março de 1933) foi um cientista pioneiro de origem germano-báltica envolvido nas pesquisas sobre foguetes e voos espaciais no Império Russo e na União Soviética. Morreu de tifo em Março de 1933.